# Eastern Autos
Eastern Autos war ein Montagewerk für Kraftfahrzeuge und damit Teil der Automobilindustrie in Irland.

## Unternehmensgeschichte
Das Unternehmen wurde 1974 in Dublin gegründet. Es gehörte zur Firmengruppe von Stephen O’Flaherty, der auch Motor Distributors betrieb. Im gleichen Jahr begann die Montage von Automobilen. Die Teile kamen von Škoda. Es bestand auch eine Verbindung zu Toyota Ireland. 1980 endete die Produktion.

## Fahrzeuge
Es ist nicht überliefert, welche Modelle montiert wurden. In Frage kommen Škoda 100 und Škoda 742.

## Zulassungszahlen
| Jahr  | Zulassungszahlen |
| ----- | ---------------- |
| 1974  | 21               |
| 1975  | 401              |
| 1976  | 474              |
| 1977  | 348              |
| 1978  | 51               |
| 1979  | 21               |
| 1980  |                  |
| Summe | 1.316            |